# 石原恆和
石原恆和（日语：石原 恒和，1957年11月27日—）是一名日本遊戲製作人、遊戲程式設計師與企業家。現任寶可夢公司社長，也是Creatures的創立者及前任社長。主要從事寶可夢相關的電子遊戲、卡牌遊戲、電視動畫、電影等品牌管理。

## 生平

### 早年
生於三重縣鳥羽市小浜町。 1976年畢業於三重縣立伊勢高等學校，1980年畢業於筑波大學藝術専門學群綜合造形所，並於1983年獲得筑波研究所藝術學研究科學位。在完成學業後，他於1991年加入Ape Inc.，從事各種電子遊戲的開發，包含《瑪利歐和瓦利歐》（1993）和《地球冒險2》（1994）等作。1995年，離開該公司後，石原在岩田聰的協助下成立了電子遊戲公司Creatures。

### 寶可夢時期
當《寶可夢》系列的規劃和開發工作於1990年代開始後，石原便與Game Freak的相關職員一同擔任起製作人，並開發了《寶可夢 紅·綠》。隨後還與大山功一、三浦明彦等遊戲設計師開發並發售《寶可夢集換式卡牌遊戲》。1998年，石原在任天堂的協助下成立了寶可夢中心有限公司（現為寶可夢公司），藉此管理寶可夢品牌的相關商品與授權。
石原表示，他最初是希望《寶可夢 金·銀》是寶可夢系列的最終作。然而爆發性的成功，讓市場對寶可夢產品的需求不斷增加，因此決定於2000年將寶可夢中心有限公司改組為寶可夢公司。在《寶可夢 火紅·葉綠》重製過程中，石原對遊戲中新加入的無線連線技術有所貢獻，在《寶可夢 心金·魂銀》中則是參與了附設配件Pokéwalker的設計工作。

#### 爭議
在精靈寶可夢中文版命名爭議上，石原恆和的說法被評論者批評為謊言。

## 獲獎紀錄
- 1998年 - 第13回多媒體大獎 1998 MMCA 特別賞
- 2008年 - 年度電子大獎'07/第13回 AMD獎 功勞賞
- 2011年 - CEDEC AWARDS 2011 特別賞
- 2011年 - 日本遊戲大賞2011 經濟產業大臣賞
- 2016年 - 第15回日本創新大賞 軟實力賞
- 2017年 - 日本遊戲大賞2017 經濟產業大臣賞（Pokemon GO）
- 2019年 - 環境藝術學會 學會大賞